# سخری
سخری (به لاتین: Sakhari) یک منطقهٔ مسکونی در افغانستان است که در ولایت بادغیس واقع شده‌است.